# Grand Prix de Tennis de Lyon 1998 - Qualificazioni doppio
Le qualificazioni del doppio  del Grand Prix de Tennis de Lyon 1998 sono state un torneo di tennis preliminare per accedere alla fase finale della manifestazione. I vincitori dell'ultimo turno sono entrati di diritto nel tabellone principale. In caso di ritiro di uno o più giocatori aventi diritto a questi sono subentrati i lucky loser, ossia i giocatori che hanno perso nell'ultimo turno ma che avevano una classifica più alta rispetto agli altri partecipanti che avevano comunque perso nel turno finale.
Le qualificazioni del doppio del torneo Grand Prix de Tennis de Lyon 1998 prevedevano 4 coppie partecipanti di cui una è entrata nel tabellone principale.

## Teste di serie
1. Nebojša Đorđević /  Libor Pimek (Qualificati)

1. Paul Kilderry /  Kent Kinnear (primo turno)

## Qualificati
1. Nebojša Đorđević  /   Libor Pimek

## Tabellone

### Legenda
| - Q = Qualificato - WC = Wild card - LL = Lucky loser | - ALT = Alternate - SE = Special Exempt - PR = Protected Ranking | - w/o = Walkover - r = Ritirato - d = Squalificato |

|  | Primo turno | Primo turno                  | Primo turno                  | Primo turno | Primo turno |  |  | Ultimo turno | Ultimo turno                 | Ultimo turno                 | Ultimo turno | Ultimo turno |  |
|  |             |                              |                              |             |             |  |  |              |                              |                              |              |              |  |
|  | 1           | Nebojša Đorđević Libor Pimek | Nebojša Đorđević Libor Pimek | 6           | 7           |  |  |              |                              |                              |              |              |  |
|  |             | Danny Sapsford Dušan Vemić   | Danny Sapsford Dušan Vemić   | 4           | 5           |  |  | 1            | Nebojša Đorđević Libor Pimek | Nebojša Đorđević Libor Pimek | 7            | 6            |  |
|  |             | Lionel Roux Stéphane Simian  | Lionel Roux Stéphane Simian  | 7           | 7           |  |  |              | Lionel Roux Stéphane Simian  | Lionel Roux Stéphane Simian  | 6            | 2            |  |
|  | 2           | Paul Kilderry Kent Kinnear   | Paul Kilderry Kent Kinnear   | 6           | 6           |  |  |              |                              |                              |              |              |  |